# Prairie wind (album van Neil Young)
Prairie wind is het 26ste studioalbum van de Canadese muzikant Neil Young. Op het album staat rustige, akoestische muziek, waarmee hij aansluit op zijn platen Harvest uit 1972 en Harvest moon uit 1992. In de periode van de opnames werd bij Young een aneurysma in de hersenen geconstateerd.
Young bracht de liedjes van Prairie wind voor het eerst ten gehore op 18 en 19 augustus 2005 in het Ryman Auditorium in Nashville. Deze optredens werden gefilmd en Jonathan Demme maakte hiervan een documentaire, getiteld Neil Young: Heart of gold. Reprise Records gaf het album op 27 september 2005 uit. Het werd genomineerd voor een Grammy Award in de categorie rockalbum van het jaar. Ook het liedje "The painter" leverde Young een nominatie op.

## Tracklist
Alle muziek en teksten zijn geschreven door Neil Young. 
| Nr. | Titel                             | Duur |
| --- | --------------------------------- | ---- |
| 1.  | The painter                       | 4:36 |
| 2.  | No wonder                         | 5:45 |
| 3.  | Falling off the face of the earth | 3:35 |
| 4.  | Far from home                     | 3:47 |
| 5.  | It's a dream                      | 6:31 |
| 6.  | Prairie wind                      | 7:34 |
| 7.  | Here for you                      | 4:32 |
| 8.  | This old guitar                   | 5:32 |
| 9.  | He was The King                   | 6:08 |
| 10. | When God made me                  | 4:05 |

## Muzikanten
- Neil Young – akoestische en elektrische gitaar, mondharmonica, piano, zang
- Ben Keith - dobro, pedaal steelgitaar, slidegitaar
- Spooner Oldham - piano, Hammond B3 orgel, Wurlitzer elektrische piano
- Rick Rosas - basgitaar

- Karl Himmel – drums op "No wonder", "Falling off the face of the earth", "Far from home", "It’s a dream", "This old guitar" en percussie op "Prairie wind", "Here for you", "This old guitar", "He was the king"
- Chad Cromwell – drums op "Prairie wind", "Here for you", "This old guitar","He was the king", percussie op "No wonder"
- Grant Boatwright – akoestische gitaar op "It’s a dream", achtergrondzang op "The painter"
- Clinton Gregory – viool op "The painter"
- Wayne Jackson en Thomas McGinley – hoorns op "No wonder", "Far from home", "This old guitar"
- Emmylou Harris – gastzangeres op "No wonder", "Far from home" en "This old guitar"

- Pegi Young – achtergrondzang op "No wonder", "Falling off the face of the earth", "Far from home", "Prairie wind", "Here for you" en "He was the King".
- Diana Dewitt – achtergrondzang op "No wonder", "Falling off the face of the earth", "Far from home", "Prairie wind", "Here for you" en "He was the King".
- Anthony Crawford – achtergrondzang op "No wonder", "The painter" en "Prairie wind"
- Gary Pigg – achtergrondzang op "No Wonder" en "He was the king"
- Curtis Wright – achtergrondzang op "No wonder"
- Chuck Cochran – arrangeur strijkinstrumenten op "Here for you" en "It’s a dream"

- Fisk University Jubilee Choir zingt op "No Wonder" en "When God made me", en bestaat uit: Brandon Colvin, Christan Riley, Dorian Chism, Hayley Reed, Jeremy Kelsey, Kawana Nicole Williams, Terrance Pogue en Wesley Trigg.
- Het strijkorkest  dat meezingt op "Here for you" en "It’s a dream"' bestaat uit: Alan Umstead, Bob Mason, Carole Rabinowitz, Connie Ellisor, David Angell, David Davidson, Everhard Ramon, Gary Vanosdale,  Jim Grosjean, Kris Wilkinson, Mary Kathryn Vanosdale en Pamela Sixfin.